# Владимиров, Виктор Михайлович
Виктор Михайлович Владимиров (1922—1995) — советский разведчик, генерал-майор госбезопасности, резидент КГБ СССР в Финляндии (1970—1971 и 1977—1984).

## Биография
Родился в 1922 году. С 1944 года участник Великой Отечественной войны. С 1950 года в органах МГБ СССР. С 1955 года служил во внешней разведке — сотрудник резидентуры КГБ при СМ СССР в Хельсинки (под прикрытием должности 2-го секретаря Посольства СССР в Финляндии). С 1959 года работал в центральном аппарате первого главного управления КГБ при СМ СССР.
С 1966 по 1970 годы — начальник отдела «В» ПГУ КГБ при СМ СССР (ведение диверсионно-разведывательной работы в военное время; отделу подчинялась отдельная бригада оперативного назначения и КУОС КГБ СССР). Владимиров Виктор Михайлович внёс весомый вклад в становление КУОС КГБ СССР в развитие основополагающих алгоритмов учебного процесса, не только оперативно руководил Курсами но и читал цикл лекций по агентурной работе в военное время, осуществляемой группой специального назначения.
С 1970 года резидент КГБ СССР в Хельсинки (под прикрытием должности советника посольства СССР в Финляндии). С 1972 года начальник 12-го отдела (политическая разведка) ПГУ КГБ СССР. С 1977 года вновь резидент и руководитель резидентуры КГБ СССР в Хельсинки (под прикрытием должности советника; с 1981 года — советника-посланника посольства СССР в Финляндии). С 1984 года — начальник управления «РТ» (политическая разведка) ПГУ КГБ СССР.
С 1987 года — на пенсии. Умер 17 февраля 1995 года в Москве.

## Награды
- Почётный сотрудник госбезопасности[4]